# Liassine Cadamuro-Bentaïba
Liassine Cadamuro-Bentaïba (Arabisch: لياسين كادامورو بيتايبا; Toulouse, 5 maart 1988) is een Algerijns-Frans voetballer die doorgaans speelt als centrale verdediger. In juli 2023 verruilde hij Istres voor Berre SPC. Cadamuro-Bentaïba maakte in 2012 zijn debuut in het Algerijns voetbalelftal.

## Clubcarrière
Cadamuro-Bentaïba werd in Frankrijk geboren als zoon van een Italiaanse vader en een Algerijnse moeder. Hij speelde in de jeugdopleiding van FC Sochaux. Gedurende drie seizoenen speelde de verdediger daar in het belofteteam. In de zomer van 2008 ondertekende hij echter een contract bij Real Sociedad. In San Sebastian speelde hij opnieuw drie jaar bij het reserveteam, voordat hij in 2011 door coach Philippe Montanier overgeheveld werd naar de eerste selectie. Op 10 september maakte hij zijn debuut, door Xabi Prieto te vervangen tijdens het 2–2 gelijkspel tegen FC Barcelona. Op 2 januari 2013 verlengde hij zijn contract met twee jaar, tot medio 2016. Op 8 januari 2014 werd besloten Cadamuro-Bentaïba voor een half jaar op huurbasis te stallen bij RCD Mallorca. Hierna werd de Algerijn op huurbasis gestald bij Osasuna.
Nadat hij Sociedad in 2015 verlaten had, tekende hij in 2016 een contract bij Servette. Na anderhalf jaar werd Nîmes Olympique zijn nieuwe club. In 2018 verkaste de Algerijn naar Gimnàstic, waar hij voor twee jaar tekende. Cadamuro-Bentaïba verliet deze club in januari 2019 weer. Hierop tekende hij bij het Roemeense Concordia Chiajna. Via Volos en Athlético Marseille kwam Cadamuro-Bentaïba in de zomer van 2021 terecht bij Istres. Berre SPC nam hem in 2023 over.

## Interlandcarrière
Cadamuro-Bentaïba maakte zijn debuut in het Algerijns voetbalelftal op 29 februari 2012, toen er met 2–1 gewonnen werd van Gambia. De verdediger mocht van bondscoach Vahid Halilhodžić in de basis beginnen en hij viel een kwartier voor tijd geblesseerd uit. Op 11 januari 2015 maakte Cadamuro zijn eerste interlanddoelpunt in en tegen Tunesië (1–1 gelijkspel); drie minuten later werd hij van het veld gestuurd met een rode kaart.
| Interlands van Liassine Cadamuro-Bentaïba voor Algerije | Interlands van Liassine Cadamuro-Bentaïba voor Algerije | Interlands van Liassine Cadamuro-Bentaïba voor Algerije | Interlands van Liassine Cadamuro-Bentaïba voor Algerije | Interlands van Liassine Cadamuro-Bentaïba voor Algerije | Interlands van Liassine Cadamuro-Bentaïba voor Algerije |
| №                                                       | Datum                                                   | Wedstrijd                                               | Uitslag                                                 | Soort wedstrijd                                         | Doelpunten                                              |
| Als speler bij Real Sociedad                            | Als speler bij Real Sociedad                            | Als speler bij Real Sociedad                            | Als speler bij Real Sociedad                            | Als speler bij Real Sociedad                            | Als speler bij Real Sociedad                            |
| ------------------------------------------------------- | ------------------------------------------------------- | ------------------------------------------------------- | ------------------------------------------------------- | ------------------------------------------------------- | ------------------------------------------------------- |
| 1                                                       | 29 februari 2012                                        | Gambia – Algerije                                       | 1 – 2                                                   | AK 2013 kwalificatie                                    |                                                         |
| 2                                                       | 9 september 2012                                        | Libië – Algerije                                        | 0 – 1                                                   | AK 2013 kwalificatie                                    |                                                         |
| 3                                                       | 14 oktober 2012                                         | Algerije – Libië                                        | 2 – 0                                                   | AK 2013 kwalificatie                                    |                                                         |
| 4                                                       | 12 januari 2013                                         | Zuid-Afrika – Algerije                                  | 0 – 0                                                   | Vriendschappelijk                                       |                                                         |
| 5                                                       | 22 januari 2013                                         | Tunesië – Algerije                                      | 1 – 0                                                   | Afrika Cup 2013                                         |                                                         |
| Als speler bij Mallorca                                 |                                                         |                                                         |                                                         |                                                         |                                                         |
| 6                                                       | 5 maart 2014                                            | Algerije – Slovenië                                     | 2 – 0                                                   | Vriendschappelijk                                       |                                                         |
| 7                                                       | 4 juni 2014                                             | Roemenië – Algerije                                     | 1 – 2                                                   | Vriendschappelijk                                       |                                                         |
| 8                                                       | 26 juni 2014                                            | Algerije – Rusland                                      | 1 – 1                                                   | WK 2014                                                 |                                                         |
| Als speler bij Osasuna                                  |                                                         |                                                         |                                                         |                                                         |                                                         |
| 9                                                       | 19 november 2014                                        | Mali – Algerije                                         | 2 – 0                                                   | AK 2015 kwalificatie                                    |                                                         |
| 10                                                      | 11 januari 2015                                         | Tunesië – Algerije                                      | 1 – 1                                                   | Vriendschappelijk                                       | 40'                                                     |
| Als speler bij Servette                                 |                                                         |                                                         |                                                         |                                                         |                                                         |
| 11                                                      | 4 september 2016                                        | Algerije – Lesotho                                      | 6 – 0                                                   | AK 2017 kwalificatie                                    |                                                         |
| 12                                                      | 9 oktober 2016                                          | Algerije – Kameroen                                     | 1 – 1                                                   | WK 2018 kwalificatie                                    |                                                         |
| 13                                                      | 23 januari 2017                                         | Senegal – Algerije                                      | 2 – 2                                                   | AK 2017 kwalificatie                                    |                                                         |
| Als speler bij Nîmes Olympique                          |                                                         |                                                         |                                                         |                                                         |                                                         |
| 14                                                      | 7 oktober 2017                                          | Kameroen – Algerije                                     | 2 – 0                                                   | WK 2018 kwalificatie                                    |                                                         |
| 15                                                      | 10 november 2017                                        | Algerije – Nigeria                                      | 1 – 1                                                   | WK 2018 kwalificatie                                    |                                                         |
| 16                                                      | 14 november 2017                                        | Algerije – Centraal-Afrikaanse Republiek                | 3 – 0                                                   | Vriendschappelijk                                       |                                                         |

## Privé
Cadamuro-Bentaïba trouwde in 2016 met voormalig Olympique Lyon-speelster Louisa Nécib.